# Давид, Эрмина
Эрмина Давид (фр. Hermine Lionette Cartan David; 19 апреля 1886, Париж — 1 декабря 1970, Бри-сюр-Марн, Валь-де-Марн) — французская художница парижской школы, жена и модель Жюля Паскина.

## Биография
Эрмина Давид  родилась в 1886 году, вне брака. Правнучка Жака-Луи Давида.
Училась в парижской Школе изящных искусств у Жан-Поля Лорана (1902—1905).
Выставлялась с 1905 года. Была членом Парижской школы, группы, состоящей преимущественно из не французских художников, а эмигрантов, особенно из Восточной Европы, которые работали в Париже до Первой мировой войны. В 1907 году познакомилась с Паскином, делила с ним жизнь в студиях Монмартра и Монпарнаса. В 1915 году поехала с Паскином в США, где в 1918 году они поженились.
В 1920 году, вернувшись в Париж, она проводила сольные выставки в известных галереях. Эрмина Давид очень ценилась критиками и коллекционерами. Её лучшие работы датируются 1920-ми и 30-ми годами.
Работы художницы хранятся в Национальном музее изящных искусств Квебека.

## Творчество
Кроме живописи (пейзажи, натюрморты), занималась рисунком и гравюрой.
Иллюстрировала «Принцессу Клевскую» госпожи Лафайет, роман «Адольф» Б.Констана, эссе «Дендизм и Джордж Браммел» Барбе д’Оревильи, книги В. Гюго, Нерваля, Рембо, Алена-Фурнье, Пруста, Клоделя, А.Моруа, Жироду, Валери Ларбо, Жана Жионо и др.

## Признание
- Кавалер ордена Почётного легиона (1932).

## Альбомы, каталоги выставок
- Paintings by Hermine David. — New York: Brummer Gallery, 1924.
- Exposition Hermine David: peintures, aquarelles, dessins. — Paris: Galerie E. Druet, 1925.
- L’oeuvre gravé d’Hermine David. — London: French Institute, 1949.
- Les Ateliers de Pascin et de ses amis: Hermine David, Pierre Dubreuil, Per Krogh. — Paris: Musée de Montmartre, 199-?
- Bibliographie des livres illustrés par Hermine David/ Claude Thibault, Claude Lefebvre, eds. — Le Mans: Bibliotheque Artistique, 1993